# Municipio de Illyria
El municipio de Illyria (en inglés: Illyria Township) es un municipio ubicado en el condado de Fayette en el estado estadounidense de Iowa. En el año 2010 tenía una población de 532 habitantes y una densidad poblacional de 5,57 personas por km².

## Geografía
El municipio de Illyria se encuentra ubicado en las coordenadas 42°51′39″N 91°39′47″O / 42.86083, -91.66306. Según la Oficina del Censo de los Estados Unidos, el municipio tiene una superficie total de 95.43 km², de la cual 95,42 km² corresponden a tierra firme y (0,01 %) 0,01 km² es agua.

## Demografía
Según el censo de 2010, había 532 personas residiendo en el municipio de Illyria. La densidad de población era de 5,57 hab./km². De los 532 habitantes, el municipio de Illyria estaba compuesto por el 98,5 % blancos, el 0,75 % eran asiáticos y el 0,75 % eran de una mezcla de razas. Del total de la población el 1,88 % eran hispanos o latinos de cualquier raza.